# Belémtårnet
Belémtårnet (portugisisk: Torre de Belém ['toɾ(ɨ) dɨ bɨ'lɐ̃ĩ]) er et manuelinsk-gotisk fæstningstårn i Lissabon. Tårnet er opført i begyndelsen af det 16. århundrede til minde om Vasco da Gama og byens skytshelgen São Vicente og fungerede både som et led i byens forsvar og som et ceremonielt monument til certificering af Portugals indflydelse under den europæiske opdagelsestid. Som fæstningstårn havde det primært til opgave at forsvare området, hvor Tajo-floden udmunder i Atlanterhavet, og er anlagt på en basaltklippe i floden. Oprindelig befandt klippen og tårnet sig midt i floden, som siden har ændret sit leje. Derfor ligger tårnet nu kun få meter fra bredden, og der er adgang til det via en smal bro. I 1983 blev tårnet og det nærliggende hieronymitterkloster Mosteiro dos Jerónimos optaget på UNESCOs Verdensarvsliste.
Ud over det 35 meter høje tårn består konstruktionen også af en sydvendt, sekskantet bastion, hvorfra fjenden kan rammes med geværer. Bastionens indre er indrettet som en kasemat med 3,5 meter tykke mure og sytten kanoner. På hvert hjørne af bastionen er en bartizan – et lille, udvendigt vagttårn. Yderligere seks bartizaner findes på selve tårnet – fire på toppen og to i samme højde som bastionen. Under en af bartizanerne er en skulptur af et næsenhorns hoved. Skulpturen menes at afbilde et virkeligt eksemplar, der i 1513 blev sejlet til Lissabon fra Indien og foræret til kongen, som senere skænkede dyret – udstoppet – til paven . Der havde dengang ikke været et næsehorn i Europa siden Romerrigets tid.
Tårnet betragtes som et væsentligt symbol på Lissabon. Det er udført i stilen manuelinik – opkaldt efter kong Manuel 1. af Portugal, som regerede under tårnets opførelse – og er dekoreret med motiver og ornamenter, som er typiske for  stilperioden: ribbehvælvinger, kristusordenens emblematiske kors og en armillarsfære, som Manuel 1. brugte som sit vartegn. Derudover er tårnet udsmykket med adskillige detaljerede relieffer, kragsten, skydeskår, balkoner med loggiaer og skulpturer af blandt andre ærkeenglen Mikael. Desuden står der på bastionen en statue af Nossa Senhora do Bom Sucesso, som sømænd bad til, når de rejste fra Lissabon. Meget af tårnets arkitektur – blandt andet bartizanernes kupler – er maurisk-inspireret. Under restaureringer foretaget i 1840'erne blev der tilføjet dekorationer som skjoldene, der pryder tårnets brystværn. Selve tårnet har fire etager og en tagetage, som forbindes via en smal vindeltrappe. På tårnets øverste etage er indrettet et kapel.

## Historie
Belémtårnet blev bygget i årene 1515-1521 som en tilføjelse til kong Johan 2. af Portugals forsvarssystem. Før da blev Tajo-floden forsvaret af skibet Grande Nau, som efter Belémtårnets opførelse blev deplaceret. Belémtårnets arkitekt var Francisco de Arruda, som tidligere havde stået for opførelsen af adskillige fæstningsværker i de portugisiske besiddelser i Marokko, og derfor er Belémtårnet delvist udført i maurisk stil.
Da kong Sebastian 1. af Portugal døde i 1578 uden at efterladte sig en arving, opstod i Portugal et langt interregnum, hvor såvel portugisere som  andre stredes om magten. I 1580 forsøgte spanske soldater at erobre Lissabon med henblik på at tage tronen i besiddelse i kong Filip den 2. af Spaniens navn, hvorved Belémtårnet kom under angreb og måtte overgive sig til den spanske hertug Fernando Álvarez de Toledo. I de følgende år frem til 1828 blev tårnet anvendt som fængsel. Fanger, som skulle henrettes, blev af og til anbragt i kasematten, som med jævne mellemrum blev oversvømmet af tidevandet, hvorved de druknede.
I 1840'erne lod kong Ferdinand 2. af Portugal på anmodning fra den portugisiske digter Almeida Garrett tårnet restaurere, og der blev gjort visse tilføjelser til tårnets prydelser. I 1910 blev Belémtårnet officielt erklæret for at være et portugisisk nationalmonument.
38°41′29″N 9°12′57″V / 38.6914°N 9.2158°V